# Underofficer
|  | Sammenskrivningsforslag Artiklen Non-commissioned officer er foreslået føjet ind i Underofficer. (Siden november 2016) Diskutér forslaget Kort begrundelse: Engelske interwiki-link henviser til denne artikel |

En underofficer er betegnelsen for en befalingsmand i militæret, der er på et mellemlederniveau.
I det danske forsvar udgør underofficerer gruppen af sergenter og korporaler.